# Comtat d'Auxonne
Auxonne fou una jurisdicció feudal del Regne de França, amb centre a Auxonne, avui dia una ciutat francesa, al departament de la Côte d'Or al sud-est de Dijon. El territori va quedar dins els dominis de la branca cadet del comtat de Borgonya amb Guillem IV de Mâcon que si bé ostentà el títol no va tenir cap actuació destacada al comtat. El primer comte particular efectiu fou Esteve I (1172-1173), fill de Guillem comte de Mâcon que s'hi va instal·lar el 1156 poc abans de morir el seu pare. Esteve va morir el 1173 i el va succeir el seu fill Esteve II (1173-1237), que es va casar amb Beatriu, comtessa de Chalon. Esteve es va declarar feudatari del duc Eudes III de Borgonya (1192-1218) pel comtat d'Auxonne. A la mort d'Esteve el va succeir el seu fill Joan († 1267), que va bescanviar amb el duc Hug IV (1218-1272) el comtat d'Auxonne per la senyoria de Salins, sempre dins el comtat de Borgonya.